# Carsta Glaser
Carsta Glaser (* 1969) ist eine ehemalige deutsche Nationalspielerin in der Boulespiel-Sportart Pétanque im Deutschen Boccia-, Boule- und Pétanque-Verband. Sie ist zweifache deutsche Meisterin und war Teilnehmerin bei Europa- und Weltmeisterschaften.

## Karriere
Glaser spielte lange Jahre beim TG Osthofen Handball und war dort auch als Trainerin aktiv. Erst als Erwachsene begann sie mit dem Boulespielen. Sie hatte ihre Lizenz zunächst beim 1. Petanque-Club Rheinbouler Worms, dann beim BC Essingen, beim BC Herxheim und aktuell bei den Athleten-Bouler VfSK Oppau. Von 2015 bis 2020 war sie im Nationalkader und spielte für Herxheim und Oppau in der Pétanque-Bundesliga.
Sie ist Rechtshänderin und spielt bevorzugt die Spielposition Pointeur (Vorlegerin).

## Erfolge

### International
- 2015: Teilnahme an der Weltmeisterschaft
- 2016: Teilnahme an der Europameisterschaft[4][5]
- 2017: Teilnahme an der Weltmeisterschaft
- 2019: Teilnahme an der Weltmeisterschaft[6]

### National
(Quelle: )
- 2009: 1. Platz Deutsche Meisterschaft  Triplette Frauen zusammen mit Sabine Amelung und Heide Loebers
- 2014: 3. Platz Deutsche Meisterschaft Triplette Frauen zusammen mit Anja Deubel und Dagmar Knobloch
- 2016: 3. Platz Deutsche Meisterschaft Doublette mixte zusammen mit Pascal Keller
- 2017: 2. Platz Deutsche Meisterschaft Doublette mixte zusammen mit Pascal Keller[8]
- 2018: 1. Platz Deutsche Meisterschaft Triplette Frauen zusammen mit Anja Deubel und Dagmar Knobloch[9]
- 2019: 3. Platz Deutsche Meisterschaft Triplette Frauen zusammen mit Anja Deubel und Dagmar Knobloch
- 2022: 3. Platz Deutsche Meisterschaft Triplette Frauen zusammen mit Anja Deubel und Dagmar Knobloch
- 2024: 2. Platz Deutsche Meisterschaft Doublette mixte zusammen mit Leon Gotha-Jecle